# Rudolf Koppitz
Rudolf Koppitz, né le 3 janvier 1884 à Schreiberseifen en Silésie tchèque et mort le 8 juillet 1936 à Perchtoldsdorf en Basse-Autriche, est un photographe autrichien.

## Biographie
Rudolf Koppitz se forme à la photographie dès 1897 au studio de Robert Rotter à Freudenthal. En 1901, il passe son certificat d'aptitude professionnelle et obtient un emploi dans l'atelier de Florian Gödel, dans le chef-lieu du district d'Opava. L'année suivante il s'installe à Brno, où il travaille comme retoucheur sur positif et négatif dans l'atelier de Carl Pietzner.
En 1911, il s'installe à Vienne. À 28 ans, il donne une nouvelle direction à sa carrière en allant suivre une formation à l'Institut des arts graphiques appliqués (de). Il y suit notamment les cours de Novák, spécialisés sur le portrait photographique artistique. Il est alors nommé dès 1913 assistant pour « la photographie de portrait et de paysages et les retouches ». Il travaille de préférence avec les techniques de tirage nobles, qu’il continue de perfectionner, et photographie des sujets typiquement pictorialistes : des paysages enneigés, des arbres, des vedute, des scènes paysannes romantiques et de nombreux portraits.
Mobilisé dès le début de la Première Guerre mondiale, Koppitz doit interrompre son activité d’assistant. Il est versé comme sergent dans une compagnie d’aviateurs et nommé « maître assistant pour la photographie de terrain ». Il sert d’abord sur le front oriental avant d’être muté au centre de formation des photographes de reconnaissance de Wiener Neustadt. De cette époque sont conservées des photos représentant le front de Galicie, que Koppitz « romantise » dans son style caractéristique. À l’opposé, les vues prises depuis l’avion, sobres compositions géométriques et modernes, se distinguent nettement du reste de ses travaux.
À la fin de la guerre, Koppitz reprend son poste à l’Institut des arts appliqués. Il y est d’abord « maître assistant pour les retouches », puis est nommé enseignant en 1920. Il entre à la Société photographique. En 1924, sa première grande exposition personnelle a lieu à la chambre de commerce de Vienne. Il commence dès lors à participer activement aux expositions : jusqu’à sa mort, près de 60 expositions collectives montreront ses travaux en Autriche et à l’étranger.
À l’Institut, il rencontre Anna Arbeitlang, qui y est assistante depuis 1917. Ils se marient durant l’été 1923. C’est en collaboration avec sa jeune épouse que Koppitz réalise ses premiers nus. Début 1925, il crée son œuvre la plus réputée, Bewegungsstudie [Étude de mouvement], qui connaît un succès international. Durant cette phase de création, il travaille avec diverses danseuses. Il photographie notamment plusieurs fois les membres de la troupe de danse russe du « Ballet plastique Issatschenko ».
Cette photo, devenue une véritable icône incarnant à elle seule la photographie d’art, semble émaner d’un temps révolu au moment où la modernité se conjugue sur le mode de la Nouvelle Vision et du surréalisme. C’est dans ce contexte que Koppitz va pourtant devenir l’une des principales figures du pictorialisme viennois.
Au début des années 1930, il délaisse les effets pictorialistes et adopte un style a priori plus documentaire bien que soigneusement mis en scène. Il parcourt la campagne, à la recherche d’une authenticité paysanne. Les images de la « Heimat » autrichienne suscitaient alors un intérêt croissant, directement lié à une volonté de développer le tourisme : l’État voulait montrer une patrie idéalisée, un pays aux beaux paysages alpins, garant des traditions. Le vocabulaire esthétique utilisé par Koppitz ne manquera pas d’être récupéré par le pouvoir austro-fasciste et par les tenants du national-socialisme. Les opinions politiques de Koppitz, mort deux ans avant l’Anschluss, restent toutefois ambigües. On connaît davantage celles de son épouse, Anna, une photographe qui fut aussi son assistante, et qui fit de nombreux clichés de la jeunesse autrichienne dont l’esthétique rappelle les mises en scène de Leni Riefenstahl.
Rudolf Koppitz est enterré au cimetière évangélique de Matzleinsdorf à Vienne.

## Photographies

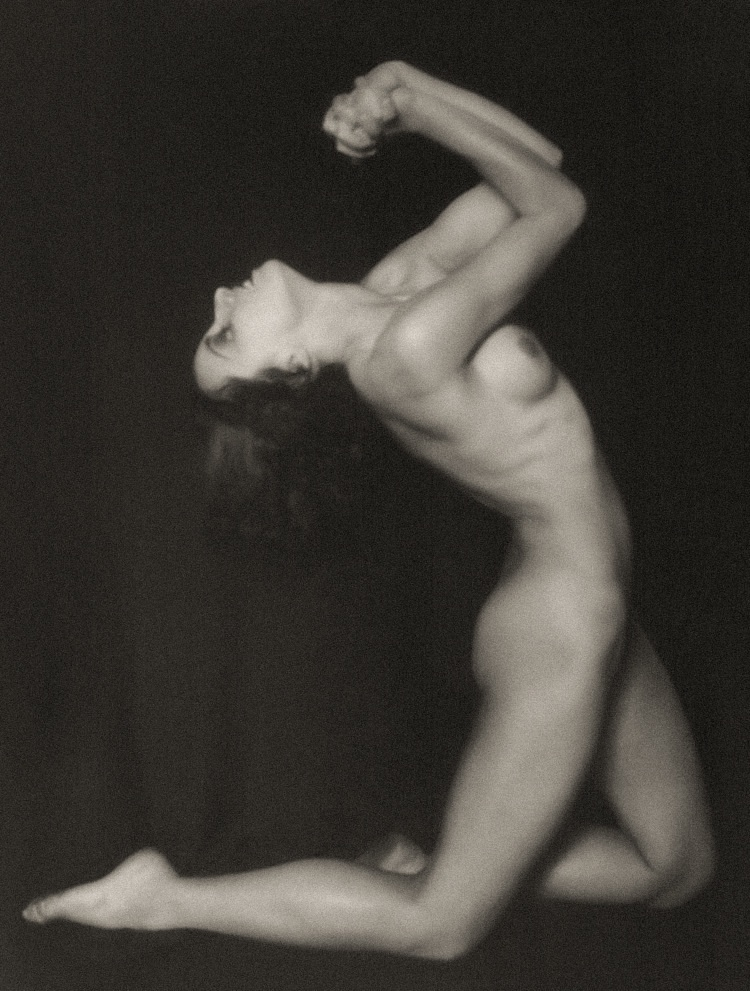
Désespoir Despair c. 1926
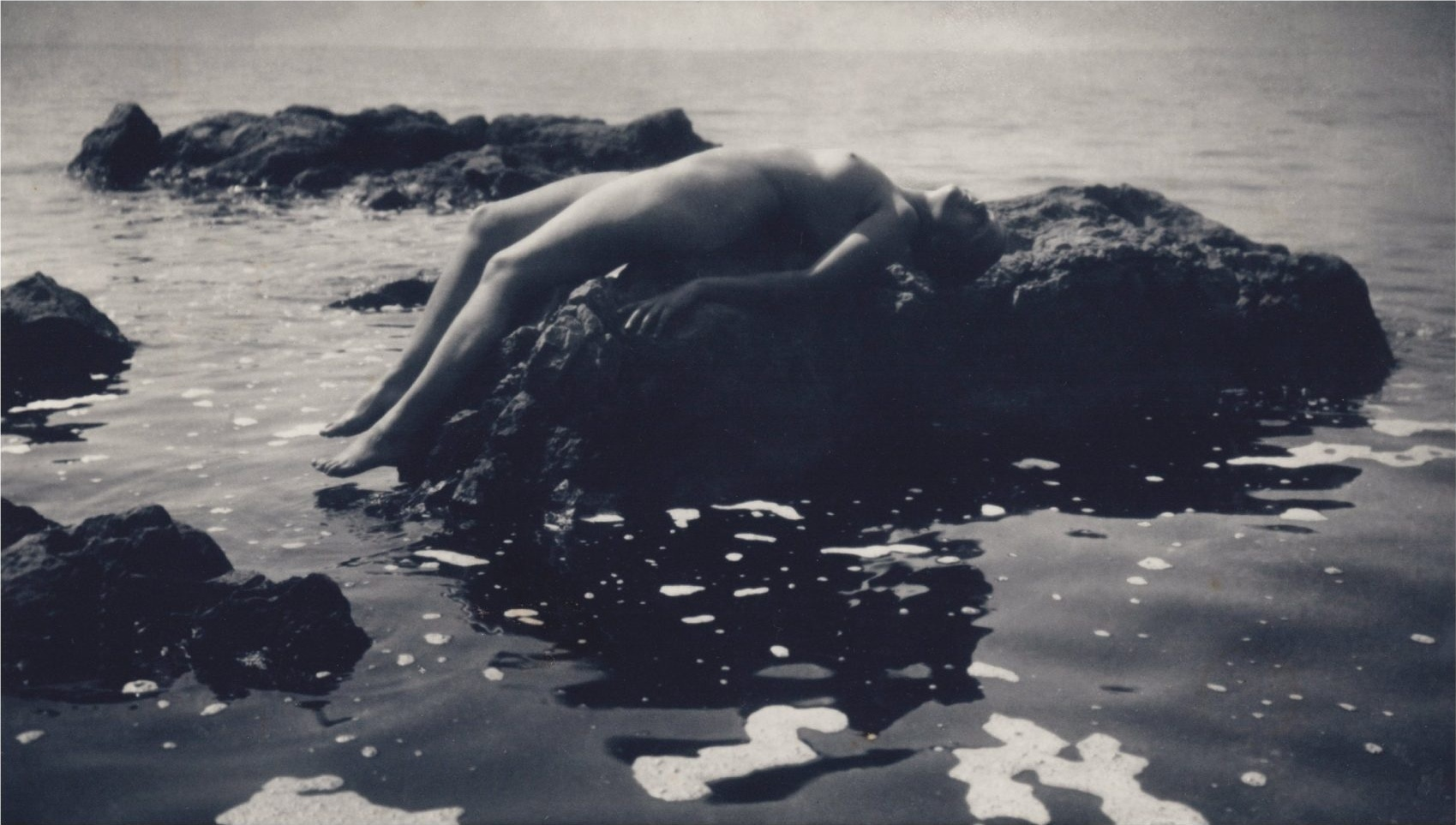
Étude de nu Nude Study c. 1927
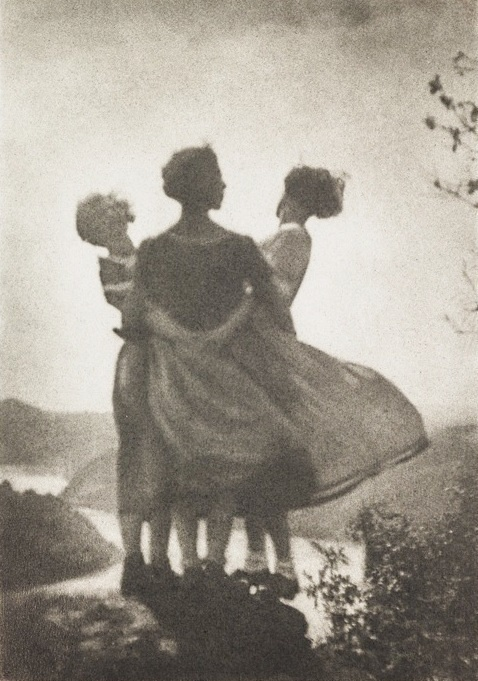
Trois jeunes campagnardes Three Country Girls, c. 1930
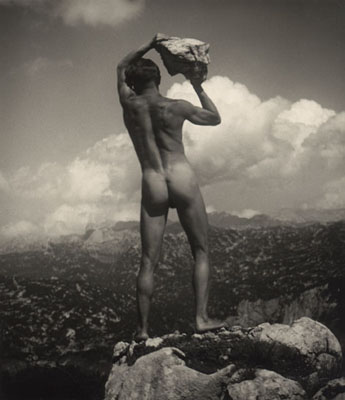
Lanceur de pierre Rock Thrower c. 1923
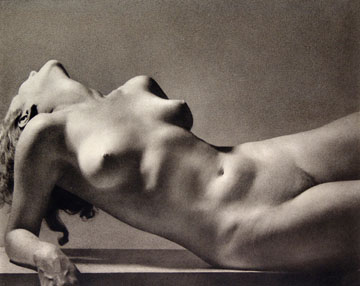
Étude de nu Nude Study c. 1927
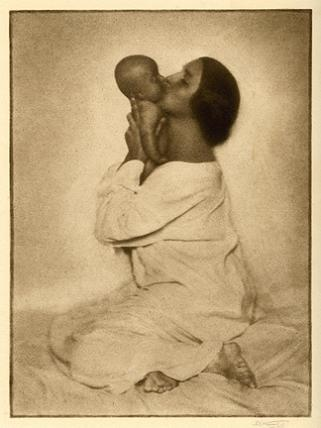
Mère et enfant Mother and Child c. 1925
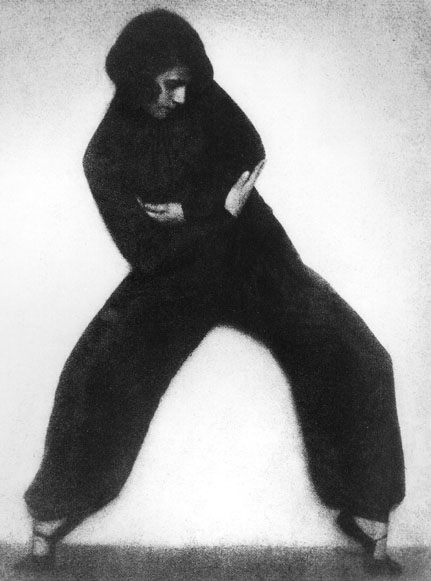
Danseuse Dancer c. 1926
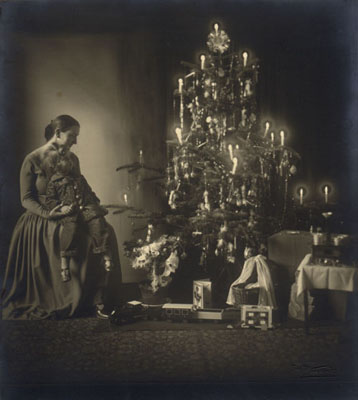
Noël Christmas c. 1927
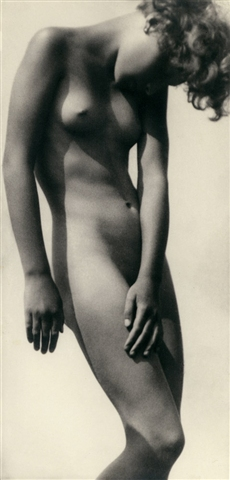
Étude de nu Nude Study c. 1927
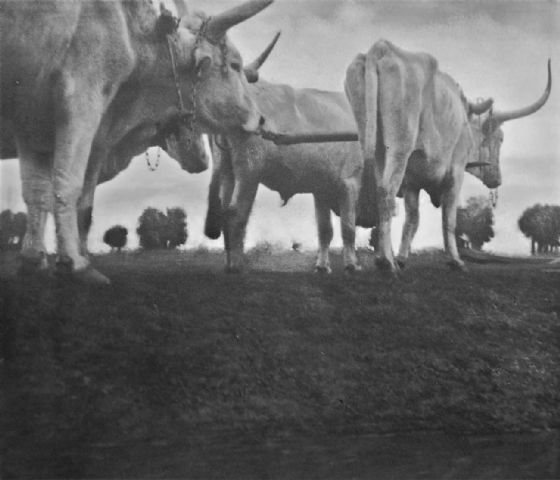
Bétail Cattle c. 1930
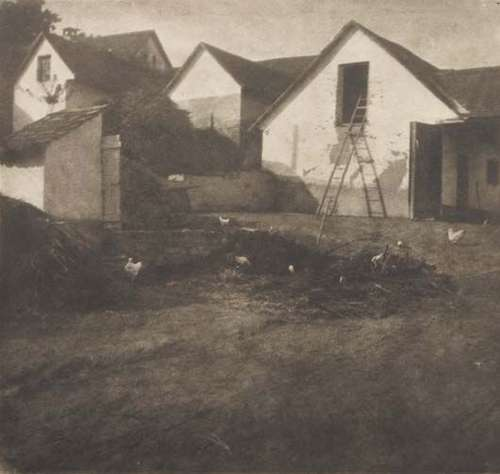
Fermes Farm Houses c. 1914
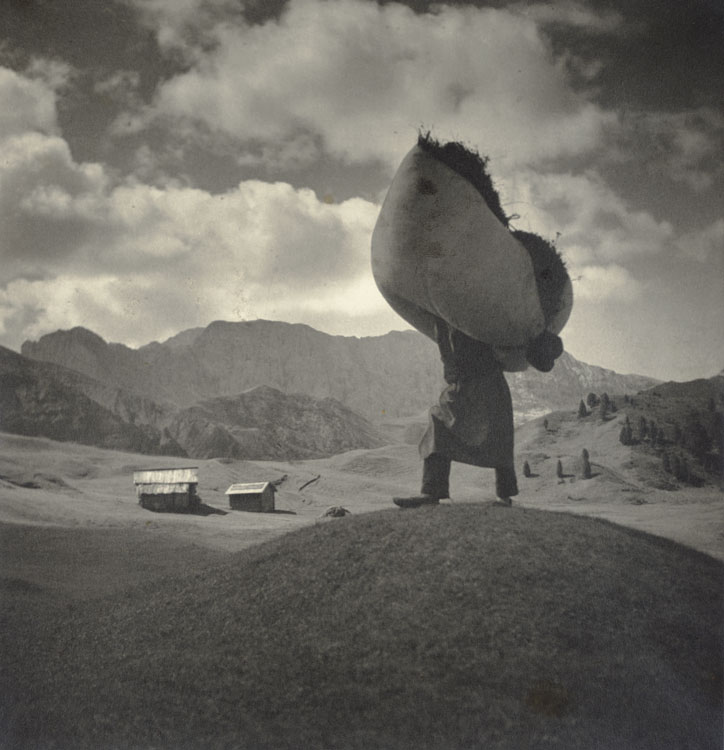
Lourde tâche Heavy Burden c. 1930
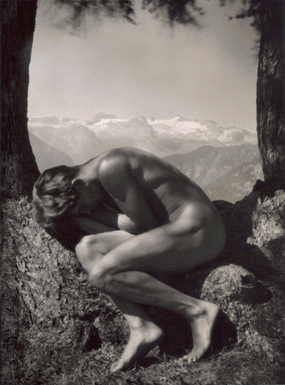
Dans les bras de la nature autoportrait In the Bosom of Nature c. 1924
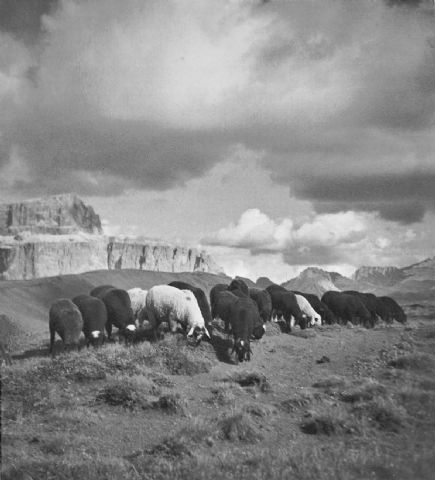
Moutons à la campagne Sheep in the Countryside c. 1930